# Udea elutalis
Udea elutalis là một loài bướm đêm trong họ Crambidae.